# 関税法
関税法（かんぜいほう、昭和29年法律第61号）は、関税の確定、納付、徴収および還付、貨物の輸出入についての税関手続に関する日本の法律である。旧関税法（明治32年法律第61号）を全文改正して制定された。
1954年（昭和29年）4月2日に公布された。

## 主務官庁
- 財務省関税局[1]。

法令の立案は関税課、執行は監視課、業務課、調査課が担当。
法務省刑事局刑事課、警察庁刑事局組織犯罪対策部国際捜査管理官職、海上保安庁警備救難部国際刑事課、厚生労働省医薬局監視指導・麻薬対策課、国土交通省航空局安全政策課など他省庁と連携して執行にあたる。

## 構成
- 第1章 総則
  - 第1節 通則（第1条・第2条）
  - 第2節 期間及び期限（第2条の2・第2条の3）
  - 第3節 送達（第2条の4）
- 第2章 関税の確定、納付、徴収及び還付
  - 第1節 通則（第3条 - 第6条の3）
  - 第2節 申告納税方式による関税の確定（第7条 - 第7条の17）
  - 第3節 賦課課税方式による関税の確定（第8条）
  - 第4節 関税の納付及び徴収（第9条 - 第11条）
  - 第4節の2 附帯税（第12条 - 第12条の4）
  - 第5節 その他（第13条 - 第14条の5）
- 第3章 船舶及び航空機（第15条 - 第28条）
- 第4章 保税地域
  - 第1節 総則（第29条 - 第36条）
  - 第2節 指定保税地域（第37条 - 第41条の3）
  - 第3節 保税蔵置場（第42条 - 第55条）
  - 第4節 保税工場（第56条 - 第62条）
  - 第5節 保税展示場（第62条の2 - 第62条の7）
  - 第6節 総合保税地域（第62条の8 - 第62条の15）
- 第5章 運送（第63条 - 第66条）
- 第6章 通関
  - 第1節 総則（第67条・第67条の2）
  - 第2節 輸出申告の特例（第67条の3 - 第67条の18）
  - 第2節の2 輸入申告の特例（第67条の19）
  - 第3節 提出書類及び検査手続（第68条 - 第69条）
  - 第4節 輸出又は輸入をしてはならない貨物
    - 第1款 輸出してはならない貨物（第69条の2 - 第69条の10）
    - 第2款 輸入してはならない貨物（第69条の11 - 第69条の20）
    - 第3款 専門委員（第69条の21）

  - 第5節 輸出又は輸入に関する証明等（第70条・第71条）
  - 第6節 輸入の許可及び輸入貨物の引取り等（第72条 - 第74条）
  - 第7節 外国貨物の積戻し（第75条）
  - 第8節 郵便物等に関する特則（第76条 - 第78条の3）
- 第6章の2 認定通関業者（第79条 - 第79条の6）
- 第7章 収容及び留置（第80条 - 第88条）
- 第7章の2 行政手続法との関係（第88条の2）
- 第8章 不服申立て（第89条 - 第93条）
- 第9章 雑則（第94条 - 第108条の3）
- 第10章 罰則（第108条の4 - 第118条）
- 第11章 犯則事件の調査及び処分
  - 第1節 犯則事件の調査（第119条 - 第143条）
  - 第2節 犯則事件の処分（第144条 - 第149条）
- 附則

## 下位法令
- 関税法施行令 - e-Gov法令検索
- 税関関係手数料令 - e-Gov法令検索
- 関税法施行規則 - e-Gov法令検索
- 関税法第六十九条の四第一項の規定による経済産業大臣に対する意見の求めに係る申請手続等に関する規則 - e-Gov法令検索
- 輸出差止申立て等又は輸入差止申立て等に係る損害賠償供託金に関する規則 - e-Gov法令検索
- 税関職員の身分を示す証票等の書式に関する省令 - e-Gov法令検索
- 税関職員服制 - e-Gov法令検索
- 税関所属船舶旗章（明治25年大蔵省告示第37号)(関税と貿易資料室) (PDF) ）
- 輸出統計品目表及び輸入統計品目表を定める等の件(昭和62年大蔵省告示第94号)(関税と貿易資料室) (PDF)
- 税関所属船舶旗章（明治25年大蔵省告示第37号)(関税と貿易資料室) (PDF) ）
- 輸出統計品目表及び輸入統計品目表を定める等の件(昭和62年大蔵省告示第94号)(関税と貿易資料室) (PDF)
- 東京税関の管轄区域に属する市川市の地域を定める告示(平成13年財務省告示第1号)(関税と貿易資料室) (PDF)
- 関税法施行令第四条の十二第五項の規定に基づき、同項に規定する保存の方法を定める件(平成13年財務省告示第25号)(関税と貿易資料室) (PDF)
- 関税法施行令第八十三条第七項の規定に基づき、同項に規定する保存の方法を定める件(平成16年財務省告示第338号)(関税と貿易資料室) (PDF)
- 関税法施行規則第一条の四、第八条、第十条及び第十一条において準用する電子計算機を使用して作成する国税関係帳簿書類の保存方法等の特例に関する法律施行規則第三条第五項第四号ニの規定に基づき、同号ニに規定する財務大臣が定めるところを定める件(平成17年財務省告示第130号)(関税と貿易資料室) (PDF)
- 関税法施行規則第一条の四、第八条、第十条及び第十一条において準用する電子計算機を使用して作成する国税関係帳簿書類の保存方法等の特例に関する法律施行規則第三条第六項の規定に基づき、同項に規定する財務大臣が定める書類を定める件(平成17年財務省告示第131号)(関税と貿易資料室) (PDF)
- 関税法施行令第九十二条第三頂及び輸入品に対する内国消費税の撤収等に関する法律施行令第三十条第三項の規定に基づき税関官署を指定する件（平成21年財務省告示第32号)(関税と貿易資料室) (PDF)
- 税関関係手数料令第二条第一項第二号の規定に基づき、同号に規定する電子情報処理組織を使用することのできる者を定める件(平成23年財務省告示第109号)(関税と貿易資料室) (PDF)
- 関税法施行令第九十二条第四項及び輸入品に対する内国消費税の撤収等に関する法律施行令第三十条第四項の規定に基づき税関官署を指定する件（平成28年財務省告示第194号)(関税と貿易資料室) (PDF)
- 関税法第九条の六第一項及び国税通則法第四十五条第一項の規定により読み替えて適用する同法第三十四条の四第一項の規定に基づく納付受託者の指定の件（令和4年財務省告示第101号)(関税と貿易資料室) (PDF)

## 関係通達
- 関税法基本通達 (関税と貿易資料室) (PDF)

関税と貿易資料室によるもの
- 船舶航空機
  - 輸入船舶の船用品等の輸入手続について(昭和37年3月16日蔵関第273号) (関税と貿易資料室) (PDF)
  - 開港港域内にある検疫びよう地に検疫のみの目的で出入する船舶の取扱いについて(昭和42年7月31日蔵関第758号) (関税と貿易資料室) (PDF)
  - ラッシュ船に積載されて輸出入されるバージの通関手続について(昭和46年8月21日蔵関第1640号) (関税と貿易資料室) (PDF)
  - 国際不定期便による国内空港の使用について（昭和54年2月21日蔵関第150号) (関税と貿易資料室) (PDF)
  - 本邦籍船舶が外国で修理を行うため本邦籍船舶が外国で修理を行うため、その修理用資材を積載のうえ出港し、修理後本邦に入港する場合における船舶及び修理用資材の取扱いについて(昭和54年6月1日蔵関第613号) (関税と貿易資料室) (PDF)
  - 本邦と外国との間を往来する航空機（船舶）内において販売する物品の取扱いについて(平成12年3月31日蔵関第237号) (関税と貿易資料室) (PDF)
  - 国際輸送に使用される航空貨物用輸送器具の取扱いについて（平成23年6月30日財関第747号) (関税と貿易資料室) (PDF)
- 保税
  - 石油精製作業における原料課税扱いについて石油精製作業における原料課税扱いについて(昭和41年12月10日蔵関1294号) (関税と貿易資料室) (PDF)
  - 保税工場において製造されたかん詰に係る打落かん、端かん等の取扱いについて（昭和42年5月17日蔵関第464号) (関税と貿易資料室) (PDF)
  - 製造歩留事務提要の制定について(昭和45年6月1日蔵関第1282号) (関税と貿易資料室) (PDF)
  - 沖縄振興特別措置法に基づく国際物流拠点産業集積地域の取扱いについて(平成14年3月31日財関第254号) (関税と貿易資料室) (PDF)
- 知的財産
  - 知的財産侵害物品の取締りに関する専門委員制度の運用等について（平成19年6月15日財関第802号）(関税と貿易資料室) (PDF)
  - 知的財産侵害物品に係る差止申立ての審査について（平成20年3月31日財関第351号）(関税と貿易資料室) (PDF)
- 輸出入取締り
  - 本邦に輸入される銃砲又は刀剣類等の取扱いについて（昭和33年3月28日蔵税403号) (関税と貿易資料室) (PDF)
  - 刀剣類を含有する郵便物の取扱いについて（昭和34年6月25日蔵税1065号) (関税と貿易資料室) (PDF)
  - がん具銃の通関上の取扱いについて(昭和36年11月15日蔵関 67号) (関税と貿易資料室) (PDF)
  - 戦略物質の税関における取扱いについて(昭和38年9月16日蔵関第1224号) (関税と貿易資料室) (PDF)
  - 本邦に到着した模造けん銃の取扱いについて（昭和49年3月14日蔵関第294号) (関税と貿易資料室) (PDF)
  - 武器等の輸出規制に係る審査等の充実強化について(昭和56年6月12日蔵関第671号 (関税と貿易資料室) (PDF)
  - ワシントン条約該当貨物の取扱いについて(平成12年3月31日蔵関第253号) (関税と貿易資料室) (PDF)
  - 廃棄物等に対する水際取締りの強化について（平成18年7月20日財関第869号) (関税と貿易資料室) (PDF)
  - 仮陸揚貨物に対する取締りの強化について(平成19年5月30日財関第711号)(関税と貿易資料室) (PDF)
  - 豚肉の輸入申告に係る審査・検査の充実等について(平成24年4月4日財関第335号) (関税と貿易資料室) (PDF)
  - 銃砲刀剣類所持等取締法の一部を改正する法律の施行に伴うクロスボウの輸入時の取扱いについて（令和4年3月10日財関第139号）(関税と貿易資料室) (PDF)
  - 経済安全保障に係る税関における対応について（令和4年6月10日財関第439号）(関税と貿易資料室) (PDF)
  - 銃砲刀剣類所持等取締法の一部を改正する法律の施行に伴う電磁石銃の輸入時の取扱いについて（令和7年2月10日財関第114号）(関税と貿易資料室) (PDF)
- 経済制裁
  - ウクライナ（クリミア自治共和国又はセヴァストーポリ特別市を原産地とする場合に限る）からの貨物に対する輸入の制限措置に伴う税関の対応について（平成26年8月2日財関第772号）(関税と貿易資料室) (PDF)
  - ロシア連邦に対する武器及び軍事用途の汎用品の輸出制限の厳格化に伴う税関の対応について.（平成26年9月24日財関第960号）(関税と貿易資料室) (PDF)
  - イランに対する輸出入禁止措置等の解除及び新たな措置の実施に伴う税関の対応について（平成28年1月22日財関第97号）(関税と貿易資料室) (PDF)
  - 北朝鮮に対する全貨物の輸出禁止措置等に伴う税関の対応について（令和3年4月7日財関第299号）(関税と貿易資料室) (PDF)
  - 北朝鮮に対する全貨物の輸入禁止措置等に伴う税関の対応について（令和3年4月7日財関第300号） (関税と貿易資料室) (PDF)
  - ウクライナ（「ドネツク人民共和国」（自称）又は「ルハンスク人民共和国」（自称）を原産地とする場合に限る。）からの貨物に対する輸入の禁止措置に伴う税関の対応について（令和4年2月26日財関第118号）(関税と貿易資料室) (PDF)
  - ロシア連邦等に対する輸出の禁止措置に伴う税関の対応について（令和4年3月15日財関第153号）(関税と貿易資料室) (PDF)
  - ロシア連邦を原産地又は船積地域とする貨物の輸入の禁止措置に伴う税関の対応について(令和4年4月12日財関第251号)(関税と貿易資料室) (PDF)
  - ロシアを原産地とする貨物に対する適正な関税率の適用について（令和4年4月20日財関第274号）(関税と貿易資料室) (PDF)
  - 上限価格を超える価格で取引されるロシアを原産地とする原油の輸入禁止措置に伴う税関の対応について（令和4年12月5日財関第881号）(関税と貿易資料室) (PDF)
  - ロシアへの軍事能力等強化関連汎用品等の輸出の禁止措置に伴う税関の対応について （令和5年1月27日財関第70号）(関税と貿易資料室) (PDF)
  - 上限価格を超える価格で取引されるロシアを原産地とする石油製品の輸入禁止措置に伴う税関の対応について （令和5年2月6日財関第90号）(関税と貿易資料室) (PDF)
  - ロシアの産業基盤強化に資する物品の輸出の禁止措置に伴う税関の対応について（令和5年3月31日財関第318号）(関税と貿易資料室) (PDF)
  - 北朝鮮に対する全貨物の輸出禁止措置等に伴う税関の対応について（令和5年4月10日財関第345号）(関税と貿易資料室) (PDF)
  - 北朝鮮に対する全貨物の輸入禁止措置等に伴う税関の対応について（令和5年4月10日財関第346号）(関税と貿易資料室) (PDF)
  - ロシアの産業基盤強化に資する物品の輸出の禁止措置に伴う税関の対応について（令和5年8月2日財関第773号）(関税と貿易資料室) (PDF)
  - ロシア及びベラルーシ以外の国の特定団体への輸出の禁止措置に伴う税関の対応について （令和5年12月20日財関第1242号）(関税と貿易資料室) (PDF)
  - ロシアを船積地域とする非工業用ダイヤモンドの輸入の禁止措置に伴う税関の対応について （令和5年12月20日財関第1243号）(関税と貿易資料室) (PDF)
  - ロシアの産業基盤強化に資する物品の輸出の禁止措置に伴う税関の対応について （令和6年4月10日財関第354号）(関税と貿易資料室) (PDF)
  - ロシアを原産地とする非工業用ダイヤモンドの輸入の禁止措置に伴う税関の対応について （令和6年4月10日財関第355号） Word版PDF版 (PDF)
  - ロシア及びベラルーシ以外の国の特定団体への輸出の禁止措置に伴う税関の対応について（令和6年6月26日財関第661号）(関税と貿易資料室) (PDF)
  - ロシアを原産地とする非工業用ダイヤモンドの輸入の禁止措置に伴う税関の対応について （令和6年9月2日財関第843号）(関税と貿易資料室) (PDF)
  - ロシアの産業基盤強化に資する物品等の輸出の禁止措置に伴う税関の対応について （令和7年1月16日財関第31号）(関税と貿易資料室) (PDF)
- 数量確定
  - 石油の数量査定及び価格鑑定について（昭和34年2月12日蔵税第199号) (関税と貿易資料室) (PDF)
  - 輸入木材（丸太）の取扱い方について(昭和36年3月29日蔵税第419号) (関税と貿易資料室) (PDF)
  - とうもろこしの数量査定に計量法上検定を行わない計量器に該当するホツパースケールを使用することについて(昭和37年3月30日蔵関第419号 (関税と貿易資料室) (PDF)
  - ぱら積輸入粗糖の取扱いについて(昭和37年6月8日蔵関第778号) (関税と貿易資料室) (PDF)
  - 織物の数量計算について(昭和37年10月5日蔵関第1317号) (関税と貿易資料室) (PDF)
  - 保税タンクに蔵入れし、蔵出輸入する石油以外の貨物の検査鑑定について(昭和39年2月29日蔵関第218号) (関税と貿易資料室) (PDF)
  - 輸出建造船舶の試運転に使用される潤滑油の消費数量の確認について(昭和42年3月9日蔵関第194号) (関税と貿易資料室) (PDF)
  - 重量取引が行われているパルク石油製品の重量計算に大気浮力補正を考慮することについて(昭和43年5月13日蔵関第518号) (関税と貿易資料室) (PDF)
  - Stainのある織物の輸出申告数量について(昭和44年6月10日蔵関第1957号) (関税と貿易資料室) (PDF)
  - 揮発油その他の石油類の数量測定に流量計を使用する場合の取扱いについて(昭和44年11月18日間消3―27、蔵関第3223号) (関税と貿易資料室) (PDF)
  - 石油類等の数量確認にレベル計を使用する場合の取扱いについて(平成4年6月9日蔵関第545号) (関税と貿易資料室) (PDF)
- 通関迅速化
  - 輸出申告書及び輸入申告書の添付書類の簡素合理化について(昭和57年3月25日蔵関第326号) (関税と貿易資料室) (PDF)
  - 輸出入・港湾関連情報処理システムを利用した航空貨物の到着即時輸入申告扱いについて（平成8年4月17日蔵関第336号) (関税と貿易資料室) (PDF)
  - 予備審査制について(平成12年3月31日蔵関第251号) (関税と貿易資料室) (PDF)
  - 輸出入・港湾関連情報処理システムを利用した海上貨物の到着即時輸入申告扱いについて（平成15年8月22日財関第889号) (関税と貿易資料室) (PDF)
  - 特例輸入者の承認要件等の審査要領について(平成19年3月31日財関第418号)(関税と貿易資料室) (PDF)
  - 特例輸入者制度等の運営方針について(令和3年3月31日財関第264号)(関税と貿易資料室) (PDF)
- 旅具通関
  - 国際観光政策に関するOECD理事会の決定及び勧告」の取扱いについて(昭和61年6月9日蔵関第627号) (関税と貿易資料室) (PDF)
  - 国際フェリーを利用して輸出入する自家用自動車の通関手続について(昭和46年4月28日蔵関第849号) (関税と貿易資料室) (PDF)
  - 成田空港におけるオンボード・クーリエ貨物の旅具通関扱いについて(昭和62年6月10日蔵関第650号) (関税と貿易資料室) (PDF)
  - 支払手段等の輸出入許可に係る処理要領について（平成20年5月22日財関第591号) (関税と貿易資料室) (PDF)
  - 税関検査場電子申告ゲートを使用して行う税関業務の取扱いについて（平成31年3月30日財関第439号）(関税と貿易資料室) (PDF)
- 通関一般
  - 輸出通関事務処理体制について(平成12年3月31日蔵関第241号) (関税と貿易資料室) (PDF)
  - システム導入官署における輸出通関事務処理体制について(平成12年３月31日蔵関第243号) (関税と貿易資料室) (PDF)
  - 輸入通関事務処理体制について(平成12年3月31日蔵関第247号) (関税と貿易資料室) (PDF)
  - システム導入官署における輸入通関事務処理体制について(平成12年3月31日蔵関第249号) (関税と貿易資料室) (PDF)
  - 原産地規則解釈例規の制定について(平成26年6月13日財関第598号) (関税と貿易資料室) (PDF)
  - 税関職員を保税蔵置場に派遣して行う検査及び貨物確認について(平成26年6月13日財関第605号) (関税と貿易資料室) (PDF)
  - 関税の免除を受ける航空機部分品等の納期限延長について（平成31年3月29日財関第435号） (関税と貿易資料室) (PDF)
  - カルネ申告に係る申告官署の弾力化の実施について（令和3年3月3日財関第163号） (関税と貿易資料室) (PDF)
  - 2025年日本国際博覧会（大阪・関西万博）のために使用される展示物品等の税関における取扱いについて(令和4年6月29日財関第499号） (関税と貿易資料室) (PDF)
  - 2027年国際園芸博覧会のために使用される展示物品等の税関における取扱いについて(令和6年11月15日財関第1091号） (関税と貿易資料室) (PDF)
- 通関特殊
  - 分離できない水分を多量に含む重油の取扱いについて昭和37年3月16日蔵税第273号) (関税と貿易資料室) (PDF)
  - 解体用船舶の輸入手続について(昭和37年3月26日蔵関第370号) (関税と貿易資料室) (PDF)
  - 歯舞群島貝殻島周辺におけるコンブ採取漁に関する日ソ民間漁業協定に伴う取扱いについて(昭和38年6月12日蔵関第799号) (関税と貿易資料室) (PDF)
  - フィッシュミール工船において洋上で加工された魚粉、魚油及びフィッシュソリューブルの輸入の際の取扱いについて(昭和40年3月25日蔵関第327号) (関税と貿易資料室) (PDF)
  - 歯舞群島貝殻島周辺におけるコンブ採取漁に関する日ソ民間漁業協定に伴う小魚の取扱いについて(昭和40年6月25日蔵関第692号) (関税と貿易資料室) (PDF)
  - 船舶から回収される廃油の取扱いについて(昭和45年5月27日蔵関第815号) (関税と貿易資料室) (PDF)
  - 永住出国者が携帯輸出する職業用具の認定について（昭和54年4月18日蔵関第367号) (関税と貿易資料室) (PDF)
  - 国際連合平和維持活動等に対する協力に関する法律等に基づく輸出入通関手続等について(平成13年10月5日財関第810号) (関税と貿易資料室) (PDF)
- NACCS
  - 輸出入・港湾関連情報処理システムを使用して行う税関関連業務の取扱いについて（平成22年2月12日財関第142号）(関税と貿易資料室) (PDF)
  - 税関発給コードの発給に係る事務処理要領について（平成20年10月9日財関第1140号) (関税と貿易資料室) (PDF)
- 他法令
  - 農林水産省関係
    - 砂糖及びでん粉の価格調整に関する法律に基づく指定糖、異性化糖等、輸入加糖調製品及び指定でん粉等の輸入通関における取扱いについて(昭和40年10月1日蔵関第1095号) (関税と貿易資料室) (PDF)
    - 輸入植物等の通関の際における取扱い等について(昭和57年5月31日蔵関第626号) (関税と貿易資料室) (PDF)
    - 輸入肥料の通関の際における取扱いについて（昭和59年3月17日蔵関第252号) (関税と貿易資料室) (PDF)
    - ジャンボタニシの取扱いについて(昭和59年12月21日蔵関第1288号) (関税と貿易資料室) (PDF)
    - 水産資源保護法に基づく水産動物の輸入通関の際における取扱いについて（平成8年7月19日蔵関582号) (関税と貿易資料室) (PDF)
    - 主要食糧の需給及び価格の安定に関する法律に係る米麦等の輸入通関の際における取扱いについて（平成11年３月31日蔵関第256号) (関税と貿易資料室) (PDF)
    - 外国人漁業の規制に関する法律に基づく取締り等における関係省庁等の連絡体制等について(平成13年8月10日財関第651号) (関税と貿易資料室) (PDF)
    - 農薬取締法に基づく農薬の輸入通関の際における取扱いについて(平成16年3月26日財関330号) (関税と貿易資料室) (PDF)
    - 「アメリカ合衆国産ばれいしょ生地茎に関する植物検疫実施細則」の制定等について（平成18 年2月1日財関第118号) (関税と貿易資料室) (PDF)
    - 医薬品、医療機器等の品質、有効性及び安全性の確保等に関する法律に係る動物用医薬品の通関の際における取扱いについて(平成26年11月19日財関第1186号) (関税と貿易資料室) (PDF)
    - 畜産経営の安定に関する法律に基づく指定乳製品等の輸入通関の際における取扱いについて（令和元年12月19日財関第1739号） (関税と貿易資料室) (PDF)
    - 種苗法施行令で指定される「加工品」の範囲について（令和4年3月28日財関第203号）(関税と貿易資料室) (PDF)
    - 特定水産動植物等の国内流通の適正化等に関する法律に基づく特定水産動植物等の通関の際における取扱いについて（令和4年11月18日財関第843号）(関税と貿易資料室) (PDF)

  - 経済産業省関係
    - アルコール事業法に係るアルコールの輸入通関の際における取扱いについて(平成13年３月29日財関第271号). (関税と貿易資料室) (PDF)
    - 石油の備蓄の確保等に関する法律に基づく原油等の輸入通関の際における取扱いについて(平成28年3月31日財関第405号(関税と貿易資料室) (PDF)
    - 高圧ガスを封入した緩衝装置等に係る輸入の通関の際における取扱いについて(平成30年2月27日財関第257号) (関税と貿易資料室) (PDF)

  - 厚生労働省関係
    - 麻薬及び向精神薬取締法等の一部を改正する法律の施行に伴う麻薬向精神薬原料の通関の際の取扱いについて(平成4年6月23日蔵関628号) (関税と貿易資料室) (PDF)
    - 食品衛生法に係る食品等の通関の際における取扱い等について(昭和57年9月21日蔵関第1055号) (関税と貿易資料室) (PDF)
    - 感染症の予防及び感染症の患者に対する医療に関する法律に基づく一種病原体等及び二種病原体等の通関の際における取扱いについて(平成19年5月30日財関第710号) (関税と貿易資料室) (PDF)
    - 指定薬物に係る輸入監視の取扱いについて（平成28年２月25日財関第252号(関税と貿易資料室) (PDF)
    - 労働安全衛生法に係る有害物等の輸入通関の際における取扱いについて(平成26年３月28日蔵関第308号) (関税と貿易資料室) (PDF)
    - 輸入化学物質の通関の際における取扱いについて（平成31年3月28日財関第403号） (関税と貿易資料室) (PDF)
    - 医薬品、医療機器等の品質、有効性及び安全性の確保等に関する法律に係る医薬品等の通関の際における取扱いについて（令和2年8月31日財関第812号） (関税と貿易資料室) (PDF)
    - 毒物及び劇物取締法に係る毒劇物の通関の際における取扱いについて（令和2年8月31日財関第813号) (関税と貿易資料室) (PDF)

  - 文部科学関係
    - 還流防止措置に係る税関実務上の留意事項等について（平成16年12月27日財関第1388号) (関税と貿易資料室) (PDF)

  - 国土交通省関係
    - 外国船の沿岸輸送特許の確認について(昭和38年6月8日蔵関第776号) (関税と貿易資料室) (PDF)
    - 国際不定期便による国内空港の使用について（昭和54年2月21日蔵関第150号)< (関税と貿易資料室) (PDF)
    - 道路運送車両法の改正に伴う自動車の輸出通関の際における取扱いについて(平成16年12月27日財関第1389号) (関税と貿易資料室) (PDF)

  - 環境省関係
    - 特定外来生物による生態系等に係る被害の防止に関する法律に係る輸入手続の取扱い等について（平成17年5月27日財関第673号) (関税と貿易資料室) (PDF)

税関HPによるもの
- 船舶航空機
  - 輸入船舶の船用品等の輸入手続について(昭和37年3月16日蔵関第273号) (税関HP) (PDF)
  - 開港港域内にある検疫びよう地に検疫のみの目的で出入する船舶の取扱いについて(昭和42年7月31日蔵関第758号) (税関HP) (PDF)
  - ラッシュ船に積載されて輸出入されるバージの通関手続について(昭和46年8月21日蔵関第1640号) (税関HP) (PDF)
  - 国際不定期便による国内空港の使用について（昭和54年2月21日蔵関第150号) (税関HP) (PDF)
  - 本邦籍船舶が外国で修理を行うため本邦籍船舶が外国で修理を行うため、その修理用資材を積載のうえ出港し、修理後本邦に入港する場合における船舶及び修理用資材の取扱いについて(昭和54年6月1日蔵関第613号) (税関HP) (PDF)
  - 本邦と外国との間を往来する航空機（船舶）内において販売する物品の取扱いについて(平成12年3月31日蔵関第237号) (税関HP) (PDF)
  - 国際輸送に使用される航空貨物用輸送器具の取扱いについて（平成23年6月30日財関第747号) (税関HP) (PDF)
- 保税
  - 石油精製作業における原料課税扱いについて石油精製作業における原料課税扱いについて(昭和41年12月10日蔵関1294号) (税関HP) (PDF)
  - 保税工場において製造されたかん詰に係る打落かん、端かん等の取扱いについて（昭和42年5月17日蔵関第464号) (税関HP) (PDF)
  - 製造歩留事務提要の制定について(昭和45年6月1日蔵関第1282号) (税関HP) (PDF)
  - 沖縄振興特別措置法に基づく国際物流拠点産業集積地域の取扱いについて(平成14年3月31日財関第254号) (税関HP) (PDF)
- 知的財産
  - 知的財産侵害物品の取締りに関する専門委員制度の運用等について（平成19年6月15日財関第802号）(税関HP) (PDF)
  - 知的財産侵害物品に係る差止申立ての審査について（平成20年3月31日財関第351号）(税関HP) (PDF)
- 輸出入取締り
  - 本邦に輸入される銃砲又は刀剣類等の取扱いについて（昭和33年3月28日蔵税403号) (税関HP) (PDF)
  - 刀剣類を含有する郵便物の取扱いについて（昭和34年6月25日蔵税1065号) (税関HP) (PDF)
  - がん具銃の通関上の取扱いについて(昭和36年11月15日蔵関 67号) (税関HP) (PDF)
  - 戦略物質の税関における取扱いについて(昭和38年9月16日蔵関第1224号) (税関HP) (PDF)
  - 本邦に到着した模造けん銃の取扱いについて（昭和49年3月14日蔵関第294号) (税関HP) (PDF)
  - 武器等の輸出規制に係る審査等の充実強化について(昭和56年6月12日蔵関第671号 (税関HP) (PDF)
  - ワシントン条約該当貨物の取扱いについて(平成12年3月31日蔵関第253号) (税関HP) (PDF)
  - 廃棄物等に対する水際取締りの強化について（平成18年7月20日財関第869号) (税関HP) (PDF)
  - 仮陸揚貨物に対する取締りの強化について(平成19年5月30日財関第711号)(税関HP) (PDF)
  - 豚肉の輸入申告に係る審査・検査の充実等について(平成24年4月4日財関第335号) (税関HP) (PDF)
  - 銃砲刀剣類所持等取締法の一部を改正する法律の施行に伴うクロスボウの輸入時の取扱いについて（令和4年3月10日財関第139号） (税関HP) (PDF)
  - 経済安全保障に係る税関における対応について（令和4年6月10日財関第439号) (税関HP) (PDF)
  - 銃砲刀剣類所持等取締法の一部を改正する法律の施行に伴う電磁石銃の輸入時の取扱いについて（令和7年2月10日財関第114号) (税関HP) (PDF)
- 経済制裁
  - ウクライナ（クリミア自治共和国又はセヴァストーポリ特別市を原産地とする場合に限る）からの貨物に対する輸入の制限措置に伴う税関の対応について（平成26年8月2日財関第772号）(税関HP) (PDF)
  - ロシア連邦に対する武器及び軍事用途の汎用品の輸出制限の厳格化に伴う税関の対応について.（平成26年9月24日財関第960号）(税関HP) (PDF)
  - イランに対する輸出入禁止措置等の解除及び新たな措置の実施に伴う税関の対応について（平成28年1月22日財関第97号）(税関HP) (PDF)
  - 北朝鮮に対する全貨物の輸出禁止措置等に伴う税関の対応について（令和3年4月7日財関第299号）(税関HP) (PDF)
  - 北朝鮮に対する全貨物の輸入禁止措置等に伴う税関の対応について（令和3年4月7日財関第300号） (税関HP) (PDF)
  - ウクライナ（「ドネツク人民共和国」（自称）又は「ルハンスク人民共和国」（自称）を原産地とする場合に限る。）からの貨物に対する輸入の禁止措置に伴う税関の対応について（令和4年2月26日財関第118号） (税関HP) (PDF)
  - ロシア連邦等に対する輸出の禁止措置に伴う税関の対応について（令和4年3月15日財関第153号） (税関HP) (PDF)
  - ロシア連邦を原産地又は船積地域とする貨物の輸入の禁止措置に伴う税関の対応について(令和4年4月12日財関第251号) (税関HP) (PDF)
  - ロシアを原産地とする貨物に対する適正な関税率の適用について（令和4年4月20日財関第274号） (税関HP) (PDF)
  - 上限価格を超える価格で取引されるロシアを原産地とする原油の輸入禁止措置に伴う税関の対応について（令和4年12月5日財関第881号） (税関HP) (PDF)
  - ロシアへの軍事能力等強化関連汎用品等の輸出の禁止措置に伴う税関の対応について （令和5年1月27日財関第70号） (税関HP) (PDF)
  - 上限価格を超える価格で取引されるロシアを原産地とする石油製品の輸入禁止措置に伴う税関の対応について （令和5年2月6日財関第90号） (税関HP) (PDF)
  - ロシアの産業基盤強化に資する物品の輸出の禁止措置に伴う税関の対応について（令和5年3月31日財関第318号） (税関HP) (PDF)
  - 北朝鮮に対する全貨物の輸出禁止措置等に伴う税関の対応について（令和5年4月10日財関第345号） (税関HP) (PDF)
  - 北朝鮮に対する全貨物の輸入禁止措置等に伴う税関の対応について（令和5年4月10日財関第346号） (税関HP) (PDF)
  - ロシアの産業基盤強化に資する物品の輸出の禁止措置に伴う税関の対応について（令和5年8月2日財関第773号） (税関HP) (PDF)
  - ロシア及びベラルーシ以外の国の特定団体への輸出の禁止措置に伴う税関の対応について （令和5年12月20日財関第1242号） (税関HP) (PDF)
  - ロシアを船積地域とする非工業用ダイヤモンドの輸入の禁止措置に伴う税関の対応について （令和5年12月20日財関第1243号） (税関HP) (PDF)
  - ロシアの産業基盤強化に資する物品の輸出の禁止措置に伴う税関の対応について （令和6年4月10日財関第354号） (税関HP) (PDF)
  - ロシアを原産地とする非工業用ダイヤモンドの輸入の禁止措置に伴う税関の対応について （令和6年4月10日財関第355号） (税関HP) (PDF)
  - ロシア及びベラルーシ以外の国の特定団体への輸出の禁止措置に伴う税関の対応について（令和6年6月26日財関第661号） (税関HP) (PDF)
  - ロシアを原産地とする非工業用ダイヤモンドの輸入の禁止措置に伴う税関の対応について （令和6年9月2日財関第843号） (税関HP) (PDF)
  - ロシアの産業基盤強化に資する物品等の輸出の禁止措置に伴う税関の対応について （令和7年1月16日財関第31号） (税関HP) (PDF)
- 数量確定
  - 石油の数量査定及び価格鑑定について（昭和34年2月12日蔵税第199号) (税関HP) (PDF)
  - 輸入木材（丸太）の取扱い方について(昭和36年3月29日蔵税第419号) (税関HP) (PDF)
  - https://www.customs.go.jp/kaisei/zeikantsutatsu/kobetsu/TU-S37k0419.pdf とうもろこしの数量査定に計量法上検定を行わない計量器に該当するホツパースケールを使用することについて(昭和37年3月30日蔵関第419号 (税関HP)] (PDF)
  - ぱら積輸入粗糖の取扱いについて(昭和37年6月8日蔵関第778号) (税関HP) (PDF)
  - 織物の数量計算について(昭和37年10月5日蔵関第1317号) (税関HP) (PDF)
  - 保税タンクに蔵入れし、蔵出輸入する石油以外の貨物の検査鑑定について(昭和39年2月29日蔵関第218号) (税関HP) (PDF)
  - 輸出建造船舶の試運転に使用される潤滑油の消費数量の確認について(昭和42年3月9日蔵関第194号) (税関HP) (PDF)
  - 重量取引が行われているパルク石油製品の重量計算に大気浮力補正を考慮することについて(昭和43年5月13日蔵関第518号) (税関HP) (PDF)
  - Stainのある織物の輸出申告数量について(昭和44年6月10日蔵関第1957号) (税関HP) (PDF)
  - 揮発油その他の石油類の数量測定に流量計を使用する場合の取扱いについて(昭和44年11月18日間消3―27、蔵関第3223号) (税関HP) (PDF)
  - 石油類等の数量確認にレベル計を使用する場合の取扱いについて(平成4年6月9日蔵関第545号) (税関HP) (PDF)
- 通関迅速化
  - 輸出申告書及び輸入申告書の添付書類の簡素合理化について(昭和57年3月25日蔵関第326号) (税関HP) (PDF)
  - 輸出入・港湾関連情報処理システムを利用した航空貨物の到着即時輸入申告扱いについて（平成8年4月17日蔵関第336号) (税関HP) (PDF)
  - 予備審査制について(平成12年3月31日蔵関第251号) (税関HP) (PDF)
  - 輸出入・港湾関連情報処理システムを利用した海上貨物の到着即時輸入申告扱いについて（平成15年8月22日財関第889号) (税関HP) (PDF)
  - 特例輸入者の承認要件等の審査要領について(平成19年3月31日財関第418号) (税関HP) (PDF)
  - 特例輸入者制度等の運営方針について(令和3年3月31日財関第264号)(税関HP) (PDF)
- 旅具通関
  - 国際観光政策に関するOECD理事会の決定及び勧告」の取扱いについて(昭和61年6月9日蔵関第627号) (税関HP) (PDF)
  - 国際フェリーを利用して輸出入する自家用自動車の通関手続について(昭和46年4月28日蔵関第849号) (税関HP) (PDF)
  - 成田空港におけるオンボード・クーリエ貨物の旅具通関扱いについて(昭和62年6月10日蔵関第650号) (税関HP) (PDF)
  - https://www.customs.go.jp/kaisei/zeikantsutatsu/kobetsu/TU-H20z0591.pdf 支払手段等の輸出入許可に係る処理要領について（平成20年5月22日財関第591号) (税関HP)] (PDF)
  - 税関検査場電子申告ゲートを使用して行う税関業務の取扱いについて（平成31年3月30日財関第439号）(税関HP) (PDF)
- 通関一般
  - 輸出通関事務処理体制について(平成12年3月31日蔵関第241号) (税関HP) (PDF)
  - システム導入官署における輸出通関事務処理体制について(平成12年３月31日蔵関第243号) (税関HP) (PDF)
  - 輸入通関事務処理体制について(平成12年3月31日蔵関第247号) (税関HP) (PDF)
  - システム導入官署における輸入通関事務処理体制について(平成12年3月31日蔵関第249号) (税関HP) (PDF)
  - 原産地規則解釈例規の制定について(平成26年6月13日財関第598号) 
  - 税関職員を保税蔵置場に派遣して行う検査及び貨物確認について(平成26年6月13日財関第605号) (税関HP) (PDF)
  - 関税の免除を受ける航空機部分品等の納期限延長について（平成31年3月29日財関第435号） (税関HP) (PDF)
  - カルネ申告に係る申告官署の弾力化の実施について（令和3年3月3日財関第163号）  (税関HP) (PDF)
- 通関特殊
  - 分離できない水分を多量に含む重油の取扱いについて昭和37年3月16日蔵税第273号) (税関HP) (PDF)
  - 解体用船舶の輸入手続について(昭和37年3月26日蔵関第370号) (税関HP) (PDF)
  - 歯舞群島貝殻島周辺におけるコンブ採取漁に関する日ソ民間漁業協定に伴う取扱いについて(昭和38年6月12日蔵関第799号) (税関HP) (PDF)
  - フィッシュミール工船において洋上で加工された魚粉、魚油及びフィッシュソリューブルの輸入の際の取扱いについて(昭和40年3月25日蔵関第327号) (税関HP) (PDF)
  - 歯舞群島貝殻島周辺におけるコンブ採取漁に関する日ソ民間漁業協定に伴う小魚の取扱いについて(昭和40年6月25日蔵関第692号) (税関HP) (PDF)
  - 船舶から回収される廃油の取扱いについて(昭和45年5月27日蔵関第815号) (税関HP) (PDF)
  - 永住出国者が携帯輸出する職業用具の認定について（昭和54年4月18日蔵関第367号) (税関HP) (PDF)
  - 国際連合平和維持活動等に対する協力に関する法律等に基づく輸出入通関手続等について(平成13年10月5日財関第810号) (税関HP) (PDF)
- NACCS
  - 輸出入・港湾関連情報処理システムを使用して行う税関関連業務の取扱いについて（平成22年2月12日財関第142号）(税関HP) (PDF)
  - 税関発給コードの発給に係る事務処理要領について（平成20年10月9日財関第1140号) (税関HP) (PDF)
- 他法令
  - 農林水産省関係
    - 砂糖及びでん粉の価格調整に関する法律に基づく指定糖、異性化糖等、輸入加糖調製品及び指定でん粉等の輸入通関における取扱いについて(昭和40年10月1日蔵関第1095号) (税関HP) (PDF)
    - 輸入植物等の通関の際における取扱い等について(昭和57年5月31日蔵関第626号) (税関HP) (PDF)
    - 輸入肥料の通関の際における取扱いについて（昭和59年3月17日蔵関第252号) (税関HP) (PDF)
    - ジャンボタニシの取扱いについて(昭和59年12月21日蔵関第1288号) (税関HP) (PDF)
    - 水産資源保護法に基づく水産動物の輸入通関の際における取扱いについて（平成8年7月19日蔵関582号) (税関HP) (PDF)
    - 主要食糧の需給及び価格の安定に関する法律に係る米麦等の輸入通関の際における取扱いについて（平成11年３月31日蔵関第256号) (税関HP) (PDF)
    - 外国人漁業の規制に関する法律に基づく取締り等における関係省庁等の連絡体制等について(平成13年8月10日財関第651号) (税関HP) (PDF)
    - 農薬取締法に基づく農薬の輸入通関の際における取扱いについて(平成16年3月26日財関330号) (税関HP) (PDF)
    - 「アメリカ合衆国産ばれいしょ生地茎に関する植物検疫実施細則」の制定等について（平成18 年2月1日財関第118号) (税関HP) (PDF)
    - 医薬品、医療機器等の品質、有効性及び安全性の確保等に関する法律に係る動物用医薬品の通関の際における取扱いについて(平成26年11月19日財関第1186号) (税関HP) (PDF)
    - 畜産経営の安定に関する法律に基づく指定乳製品等の輸入通関の際における取扱いについて（令和元年12月19日財関第1739号） (税関HP) (PDF)
    - 種苗法施行令で指定される「加工品」の範囲について（令和4年3月28日財関第203号）(税関HP) (PDF)
    - 特定水産動植物等の国内流通の適正化等に関する法律に基づく特定水産動植物等の通関の際における取扱いについて（令和4年11月18日財関第843号）(税関HP) (PDF)

  - 経済産業省関係
    - アルコール事業法に係るアルコールの輸入通関の際における取扱いについて(平成13年３月29日財関第271号). (税関HP) (PDF)
    - 石油の備蓄の確保等に関する法律に基づく原油等の輸入通関の際における取扱いについて(平成28年3月31日財関第405号(税関HP) (PDF)
    - 高圧ガスを封入した緩衝装置等に係る輸入の通関の際における取扱いについて(平成30年2月27日財関第257号) (税関HP) (PDF)
    - 高圧ガス保安法の適用除外となるエアゾール製品等の通関の際における取扱いについて（令和元年6月27日財関第862号）(税関HP) (PDF)

  - 厚生労働省関係
    - 麻薬及び向精神薬取締法等の一部を改正する法律の施行に伴う麻薬向精神薬原料の通関の際の取扱いについて(平成4年6月23日蔵関628号) (税関HP) (PDF)
    - 食品衛生法に係る食品等の通関の際における取扱い等について(昭和57年9月21日蔵関第1055号) (税関HP) (PDF)
    - 感染症の予防及び感染症の患者に対する医療に関する法律に基づく一種病原体等及び二種病原体等の通関の際における取扱いについて(平成19年5月30日財関第710号) (税関HP) (PDF)
    - 指定薬物に係る輸入監視の取扱いについて（平成28年２月25日財関第252号(税関HP) (PDF)
    - 労働安全衛生法に係る有害物等の輸入通関の際における取扱いについて(平成26年３月28日蔵関第308号) (税関HP) (PDF)
    - 輸入化学物質の通関の際における取扱いについて（平成31年3月28日財関第403号） (税関HP) (PDF)
    - 医薬品、医療機器等の品質、有効性及び安全性の確保等に関する法律に係る医薬品等の通関の際における取扱いについて（令和2年8月31日財関第812号） (税関HP) (PDF)
    - 毒物及び劇物取締法に係る毒劇物の通関の際における取扱いについて（令和2年8月31日財関第813号) (税関HP) (PDF)

  - 文部科学関係
    - 還流防止措置に係る税関実務上の留意事項等について（平成16年12月27日財関第1388号) (税関HP) (PDF)

  - 国土交通省関係
    - 外国船の沿岸輸送特許の確認について(昭和38年6月8日蔵関第776号) (税関HP) (PDF)
    - 国際不定期便による国内空港の使用について（昭和54年2月21日蔵関第150号) (税関HP) (PDF)
    - 道路運送車両法の改正に伴う自動車の輸出通関の際における取扱いについて(平成16年12月27日財関第1389号) (税関HP) (PDF)

  - 環境省関係}
    - 特定外来生物による生態系等に係る被害の防止に関する法律に係る輸入手続の取扱い等について（平成17年5月27日財関第673号) (税関HP) (PDF)

関税と貿易資料室によるもの
- 関連基本通達
  - 通関業法基本通達(関税と貿易資料室) (PDF)
  - 外国貿易等に関する統計基本通達(関税と貿易資料室) (PDF)
  - 条約等基本通達(関税と貿易資料室) (PDF)
  - とん税法及び特別とん税法基本通達(関税と貿易資料室) (PDF)
  - 特例法基本通達(関税と貿易資料室) (PDF)
  - 税関関係様式通達(関税と貿易資料室) (PDF)
- 関連個別通達
  - 内国消費税事務に関する国税当局との連絡体制等について(昭和47年7月25日蔵関第1278号) (関税と貿易資料室) (PDF)
  - 日韓共同開発区域において天然資源を探査し採掘するために必要な装置等の取扱いについて（昭和55年6月13日蔵関第676号) (関税と貿易資料室) (PDF)
  - 製造たばこの小売定価の認可の申請等に伴う輸入価格確認事務取扱要領(昭和60年３月27日蔵関第320号) (関税と貿易資料室) (PDF)
  - 委託納付の手続等について(平成9年３月31日蔵関第271号) (関税と貿易資料室) (PDF)
  - 税関保管の通貨、証券等の取扱いについて(平成12年3月31日蔵関第272号) (関税と貿易資料室) (PDF)
  - ＡＥＯ制度に係るシンボルマーク使用規程について(平成23年7月11日蔵関第792号) (関税と貿易資料室) (PDF)
  - 経済連携協定に基づく申告原産品に係る情報の提供等の取扱いについて(平成27年1月9日財関第35号) (関税と貿易資料室) (PDF)
  - 行政不服審査法及び行政不服審査法の施行に伴う関係法律の整備等に関する法律の施行について（平成28年2月29日財関第269号(関税と貿易資料室) (PDF)

税関HPによるもの
- 関連基本通達
  - 通関業法基本通達(税関HP) (PDF)
  - 外国貿易等に関する統計基本通達(税関HP) (PDF)
  - 条約等基本通達(税関HP) (PDF)
  - とん税法及び特別とん税法基本通達(税関HP) (PDF)
  - 特例法基本通達(税関HP) (PDF)
  - 税関関係様式通達(税関HP)
- 関連個別通達
  - 内国消費税事務に関する国税当局との連絡体制等について(昭和47年7月25日蔵関第1278号) (税関HP) (PDF)
  - 日韓共同開発区域において天然資源を探査し採掘するために必要な装置等の取扱いについて（昭和55年6月13日蔵関第676号) (税関HP) (PDF)
  - 製造たばこの小売定価の認可の申請等に伴う輸入価格確認事務取扱要領(昭和60年３月27日蔵関第320号) (税関HP) (PDF)
  - 委託納付の手続等について(平成9年３月31日蔵関第271号) (税関HP) (PDF)
  - 税関保管の通貨、証券等の取扱いについて(平成12年3月31日蔵関第272号) (税関HP) (PDF)
  - ＡＥＯ制度に係るシンボルマーク使用規程について(平成23年7月11日蔵関第792号) (税関HP) (PDF)
  - 経済連携協定に基づく申告原産品に係る情報の提供等の取扱いについて(平成27年1月9日財関第35号) (税関HP) (PDF)
  - 行政不服審査法及び行政不服審査法の施行に伴う関係法律の整備等に関する法律の施行について（平成28年2月29日財関第269号(税関HP) (PDF)